# 兵庫県立加古川西高等学校
兵庫県立加古川西高等学校（ひょうごけんりつ かこがわにし こうとうがっこう、英: Hyogo Prefectural Kakogawa Nishi Senior High School）は、兵庫県加古川市加古川町本町に所在する公立高等学校。

## 概要
1912年（明治45年）4月、兵庫県加古郡立高等女学校として開校した（文部省告示第65号3月19日付で開校認可。のちに兵庫県立加古川高等女学校に改称）。文武両道をモットーにしている。略称・通称は「加古西（かこにし）」、「西高（にしこう）」。
周辺の高校と比較して広大なグラウンドを有し、校内敷地面積は県立高校では県下有数の広さである。「地域の未来と世界の未来を担う『スーパーグローカル人材』の育成」を行うとして、2018年（平成30年）度から2019年（令和元年）度の2年間、兵庫県独自の「ひょうごスーパーハイスクール」に指定された。

## 沿革
県立加古川高等女学校が太平洋戦争後の1948年（昭和23年）学制改革による新制の高校へ改編され、旧制中学校（男子校）から改編された兵庫県立加古川東高等学校と職員・生徒の交流（入れ替え）を行い、男女共学となった。また、いわゆる高校三原則に基づき、商業科も併置していたが、1976年3月で廃止された。

### 年表
- 1912年（明治45年）
  - 2月25日 - 設立認可
  - 3月19日 - 文部省から「兵庫県加古郡立高等女学校」として加古郡鳩里村での4月開校を認可される[1]
  - 5月19日 - 開校式[3]
- 1922年4月8日 - 兵庫県に移管され、「兵庫県立加古川高等女学校」と改称[3]
- 1941年10月4日 - 現在地に移転し、新校舎移転式を挙行（現在地[3]）
- 1948年
  - 4月1日 - 新制の高等学校に移行し、「兵庫県立加古川西高等学校」と改称
  - 7月1日 - 兵庫県立加古川東高等学校（旧制・兵庫県立加古川中学校）と職員・生徒を折半交流し、男女共学となる
- 1949年
  - 3月7日 - 小学区制が実施[3]
  - 9月5日 - 教育目標が「人格の育成」、三綱領（校訓）が「責任・努力・友愛」に決定
- 1950年4月1日 - 商業科を併置[3]
- 1952年1月21日 - 中学区制に変更[3]
- 1953年4月27日 - 修学旅行中の生徒が阿蘇山の爆発に巻き込まれる。死者5人、重症者19人[4]。
- 1963年
  - 4月 - 体育館兼講堂が完成
  - 11月12日 - 普通教室より出火し、火災で校舎の大半を焼失
- 1974年4月1日 - 商業科を募集停止
- 1989年（平成元年）
  - 1月19日 - 体育館兼講堂、格技場、生徒集会所「白雲会館」が取り壊された
  - 3月31日 - 県下最大の体育館ならびに武道館、食堂が完成
- 1992年11月5日 - 学校体育優良校として全国表彰を受賞
- 2013年 - 新同窓会館が竣工
- 2015年 - 特色類型を「文理探究類型」から「国際市民類型」へと改編
- 2018年 - 兵庫県より「ひょうごスーパーハイスクール」の研究指定を受ける（2年間）
- 2022年 - 正門改修[5]
- 2024年 - 新制服ならびにカジュアルDAY（私服登校可）・フォーマルDAY（制服登校）を導入

## 基礎データ

### アクセス
- JR山陽本線・加古川線加古川駅より徒歩20分

### 象徴
- 校歌 - 作詞：西條八十、作曲：信時潔。1948年（昭和23年）3月4日に制定された。ヘ長調。
- 校章 - 2回生の堀田昌夫がデザインした。河辺の松に「高」を載せて、その理想を高く掲げていることを象徴している。
- 校旗 - 1949年11月の校風刷新週間に実施された職員会議で「赤」色に決定されたが、その後、生徒の意見を訊き「朱」色に決定した。
- 校花・校木 - 1965年9月1日、校花として「牡丹」、校木として「常松」が定められた。
- 制服 - 女子生徒の制服は、1961年4月1日から導入のブレザーである。男子生徒の制服は標準的な詰襟である。2024年度からは男女ともスーツタイプの制服に改められる[6]。

### スローガン
- 教育目標 - 「人格の育成」
- 校訓 - 「責任・努力・友愛」
- キャッチコピー - 「We are 西高!」

## 教育の特徴
- 地域の未来と世界の未来を担う「スーパーグローカル人材」の育成
  - 国際社会で活躍できるリーダー育成のための教育プログラムのための研究開発が行われている。

- 文武両道
  - 部活動の主体的な参加を奨励し、その加入率は95%を超える。

- 進路指導
  - 1年時に連携先の神戸大学、神戸市外国語大学への訪問、2年時に大学教授を招いた学部学科説明会、3年時に各大学から講師を招いた大学別の説明会が行われる。
  - 神戸大学、神戸市外国語大学、関関同立各大学教授の出張講義や、早朝・放課後・長期休暇補習、休日の自習室開放などサポート体制が厚く、塾や予備校に通わずとも学習できる姿勢が整っている。

- 授業
  - アクティブラーニング、グループワーク、ディベート、実験、校外学習など生徒が主体的となって取り組む授業が多く行われている。
  - 近年の生徒数の急減に伴い、空き教室が目立つ状況となっている。これを活用するため、数学や英語をはじめとした多くの科目で少人数制の授業が行われている。

- ふるさとを愛する地域社会の担い手を育成
  - 地域一の伝統校として、地域に開かれた学校づくりを目標にし、各行事の一般公開、地域行事やボランティアに参加するなど、地域と深く関わる生徒を育てる。また、周辺各商業施設とのコラボ企画も頻繁に行われている。

## 部活動
- 運動部 - 陸上競技、水泳、バスケットボール、バレーボール、卓球、ソフトテニス、サッカー、バドミントン、ソフトボール、柔道、ボート、剣道、ワンダーフォーゲル、ラグビー、野球
- 文化部 - 文芸、自然科学、放送、写真、コーラス、書道、演劇、吹奏楽、邦楽、英語、ライフデザイン、茶華道、美術

## 学校行事
- 国際交流については、毎年、西オーストラリア語学研修やグローバルミーティングが行われているほか、世界各国より高校生が来校する。
- 高大連携接続事業として、神戸大学、神戸市外国語大学と交流している。
- 1年生の入学直後には2泊3日の教育合宿（国立淡路青少年交流の家）が、2年生の冬には3泊4日の修学旅行（苗場スキー場、TDR、劇団四季、東京周遊）が、3年生の秋には日帰りの研修旅行（USJ）が実施される。
- 例年、6月には文化祭が、9月には体育大会が、各長期休業前には球技大会が行われる。
- 歴史的にも関わりの深い加古川東高校とは文武両面においてライバル校とされており、同校とは合同模試が実施されたり、各部活動において定期戦（東西交流戦）が行われたりしている。また、加古川西高校の文化祭と加古川東高校の体育祭は毎年同一日程に行われており、周辺地域一帯は、両校を行き来する来場者や生徒たちで賑わう。
- 12月には、遅くまで学校に残り勉強に励む3年生や部活動に取り組む1・2年生への激励の意味を込め、ロータリーにおいて電飾が実施される。神戸ルミナリエにちなんで、「加古川ニシナリエ」と称されることもある[7]。
- 2022年の創立110周年に際し、新しく正門が竣工され、記念誌の編纂や記念グッズの製作などが実施された。10月23日には神戸新聞朝刊に一面広告を掲載し、10月29日には本校体育館と加古川プラザホテルにて記念式典を挙行した。

## 周辺環境
校舎は、市の中心部の加古川城跡の堀の内側に位置している。周辺は閑静な住宅街で、江戸時代には西国街道の宿場町（加古川宿）として栄え、現在は寺家町商店街としてその名残をとどめている。加古川日本毛織社宅建築群に隣接し、加古川左岸土手から学舎までの一帯は市内でも独特の景観を形成している。

## 高校関係者と組織

### 関連団体
- 松筠同窓会 - 同窓会。読み方は「しょういんどうそうかい」

### 高校関係者一覧

#### 芸術・芸能
- 岸宗太郎 - 俳優
- 江見絹子 - 画家
- 小野誠彦 - レコーディング・エンジニア
- 鮫肌文殊 - 放送作家
- 高岡達之 - 読売テレビ報道局解説委員長
- たけだバーベキュー - お笑い芸人
- 多田幸雄 - 俳優、声優
- Tomoya（英語版） - ミュージシャン、ドラマー、ONE OK ROCK
- 長谷川憲人 - 作曲家
- 本岡典子 - ノンフィクション作家
- 山本直也 - フリーアナウンサー
- 吉田勝彦 - 競馬実況アナウンサー
- 冷泉為人 - 日本美術史家、上冷泉家第25代当主

#### その他
- 小山正彦 - プリンスホテル代表取締役社長
- 代野照幸 - キリンHD常務執行役員、メルシャン代表取締役社長
- 竹中佳 - プロボクサー
- 永藤英機 - 政治家。大阪府堺市長（第22代）、大阪維新の会顧問
- 松村謙二 - プロボクサー
- 尹祐根 - サムスン電子常務役員